# Cavtat
Cavtat (olaszul: Ragusavecchia) település Horvátországban, az Adria partján, Dubrovnik-Neretva megyében. Közigazgatásilag Konavle községhez tartozik.

## Fekvése
Dubrovniktól délre, a konavljei tengerparton északnyugati részén, a Rat- és a Sustjepan-félszigetek által körülölelt védett öbölben fekszik.

## Története

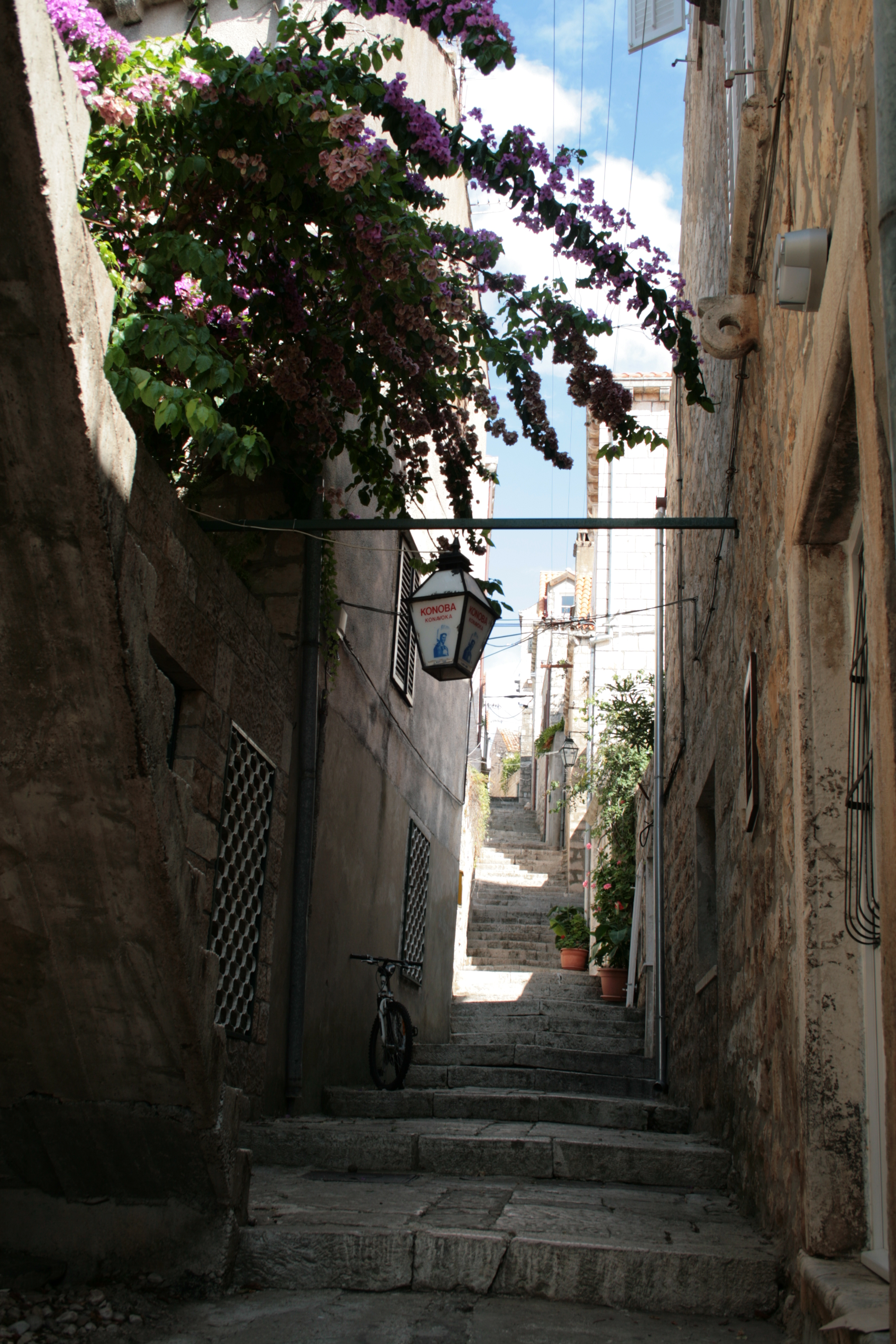
Cavtat, sikátor

Cavtat mai neve a latin "Civitas vetus" elnevezés horvátosított és rövidített változata, míg Raguzába menekült őslakói szülőhelyüket még sokáig ősi nevén Epidaurusnak nevezték. Cavtat már az ókorban is lakott hely volt. Valószínűleg a térség első ismert lakói az illírek alapították az i. e. 5. és 4. században, majd görög kolónia volt a helyén. Az illír kalózok különösen Agrón király idejében, az i. e. 3. században tartották rettegésben az Adria déli partjait, akinek uralma alatt a római hajókat is megtámadták. A rómaiak több győztes csata után végül i. e. 135-ben verték le az illírek legharciasabb törzsét, az ardiatákat, majd a Cavtat melletti mai Donji Obod területén fekvő területen felépítették Epidaurum városát. A római légiók jelenléte hosszú időre megszüntette a háborúskodást ezen a területen. Utak épültek, melyeken a megtermelt mezőgazdasági termékeket és állatokat a kikötőkbe szállították elősegítve a kereskedelem fejlődését. Ebben az időszakban fejlődött a római utak találkozásánál fekvő Epidaurum fontos kereskedelmi központtá. A római jelenlétről a vízvezeték és az utak maradványin kívül villagazdaságok és kulturális emlékek, mint a močići Mithrász-oltár, sírok, számos töredék és egyéb régészeti lelet tanúskodik. A milánói ediktum után a kereszténység is gyorsan terjedt, majd a római hatalmat a népvándorlás vihara rengette meg. A Nyugatrómai Birodalom bukása után a keleti gótok özönlötték el a térséget, őket 537-től 1205-ig kisebb megszakításokkal a bizánciak követték.
A 7. században avarok és a kíséretükben érkezett szlávok, a mai horvátok ősei árasztották el a területet. A várakat lerombolták és az ellenálló lakosságot leöldösték. Így semmisült meg a mindaddig fennálló Epidaurum. A túlélő lakosság előbb az északnyugatra fekvő Župára, majd Raguzába menekült. Cavtat a középkorban Travunja (latinul Tribunia) része volt, mely Dél-Dalmácián kívül magában foglalta a mai Hercegovina keleti részét és Montenegró kis részét is. Travunja sokáig a szerb, a zétai és bosnyák uralkodók függőségébe tartozó terület volt. Ekkor terjedt el a térségben a bogumilizmus, egy gnosztikus eredetű eretnek vallási mozgalom. A konavlei hegyek között máig számos bogumil temető sírkövei maradtak fenn. A Raguzai Köztársaság az 1426. december 31-én kötött szerződéssel szerezte meg Cavtat területét addigi bosnyák uraitól. A raguzai közigazgatás központja Pridvorje lett, ahol kormányzó székelt és ahol kolostort is építettek. A végrehajtó hatalmat a kancellár képviselte. A raguzai fennhatóság idején fejlődött a gazdaság, különösen a kereskedelem. 1597-ben a konavleiek hét nagy kereskedelmi hajóval rendelkeztek. 1605-ben a cavtati kapitányságnak hat nagyobb és nyolc kisebb hajója volt. 1704 és 1734 között egyedül Cavtat 31 kereskedelmi hajót birtokolt, míg az egész Konavle 85 hajóval rendelkezett. A helyi tengerészet jelentőségét jelzi, hogy 1745 és 1759 között Konavle 50 hajóskapitányt adott a különböző hajókra.
Cavtat egészen annak hivatalos megszűnéséig, 1808-ig maradt a köztársaság része. Ezután Dalmáciával együtt ez a térség is a köztársaságot legyőző franciák uralma alá került, de Napóleon bukása után 1815-ben a berlini kongresszus Dalmáciával együtt a Habsburgoknak ítélte. 1824-ben itt nyílt meg község első iskolája. A posta 1840-ben kezdte meg működését, az első telegráf pedig 1865-ben létesült. A városnak 1857-ben 749, 1910-ben 740 lakosa volt. 1901-ben megépült a vasútvonal. 1906-ban nagy csapást jelentett a szőlőket elpusztító filoxérajárvány. 1918-ban az új szerb-horvát-szlovén állam, majd később Jugoszlávia része lett. Az 1920-as években fellendült a turizmus, 1924-ben Cavtaton már 1063 turista tartózkodott, közülük 135 külföldi volt. A délszláv háború idején 1991 októberében a jugoszláv hadsereg, valamint szerb és montenegrói szabadcsapatok foglalták el a várost. melyet kifosztottak és felégettek. A lakosság az északnyugatra fekvő Dubrovnikba menekült és csak 1992 októberének végén térhetett vissza. A horvát hadsereg a „Oslobađanje Konavala” akció során 1992. október 20. és 26. között szabadította fel a község területét a megszállás alól. A háború után rögtön megindult az újjáépítés. A városnak 2011-ben már 2153 lakosa volt, akik főként turizmussal foglalkoztak.

## Népesség
| Lakosság változása | Lakosság változása | Lakosság változása | Lakosság változása | Lakosság változása | Lakosság változása | Lakosság változása | Lakosság változása | Lakosság változása | Lakosság változása | Lakosság változása | Lakosság változása | Lakosság változása | Lakosság változása | Lakosság változása | Lakosság változása |
| ------------------ | ------------------ | ------------------ | ------------------ | ------------------ | ------------------ | ------------------ | ------------------ | ------------------ | ------------------ | ------------------ | ------------------ | ------------------ | ------------------ | ------------------ | ------------------ |
| 1857               | 1869               | 1880               | 1890               | 1900               | 1910               | 1921               | 1931               | 1948               | 1953               | 1961               | 1971               | 1981               | 1991               | 2001               | 2011               |
| 749                | 634                | 675                | 723                | 708                | 740                | 700                | 774                | 641                | 654                | 821                | 954                | 1.585              | 1.930              | 2.015              | 2.153              |

## Nevezetességei
- Szent Miklós templom. A 15. századból származó cavtati plébániatemplom a kormányzói palota közelében található. A barokk stílusú templombelsőt neves festők munkái díszítik. A templom – többek között – a Cvita Fiskovic Akadémiának köszönhetően 1952-ben létrehozott festménygyűjteménynek ad otthont. Az értékes művészeti alkotások között látható a 15. századból származó ikonikus festmény, amely Szent Miklóst ábrázolja, valamint szintén ebből a századból származik egy alabástrom ereklye, ezek mellett pedig a bolognai iskola barokk művészének, Benedetto Genarrinak Szent Sebestyént ábrázoló alkotása, Carmelo Reggi szicíliai művész, és a híres horvát festő, Vlaho Bukovac alkotásai láthatóak.

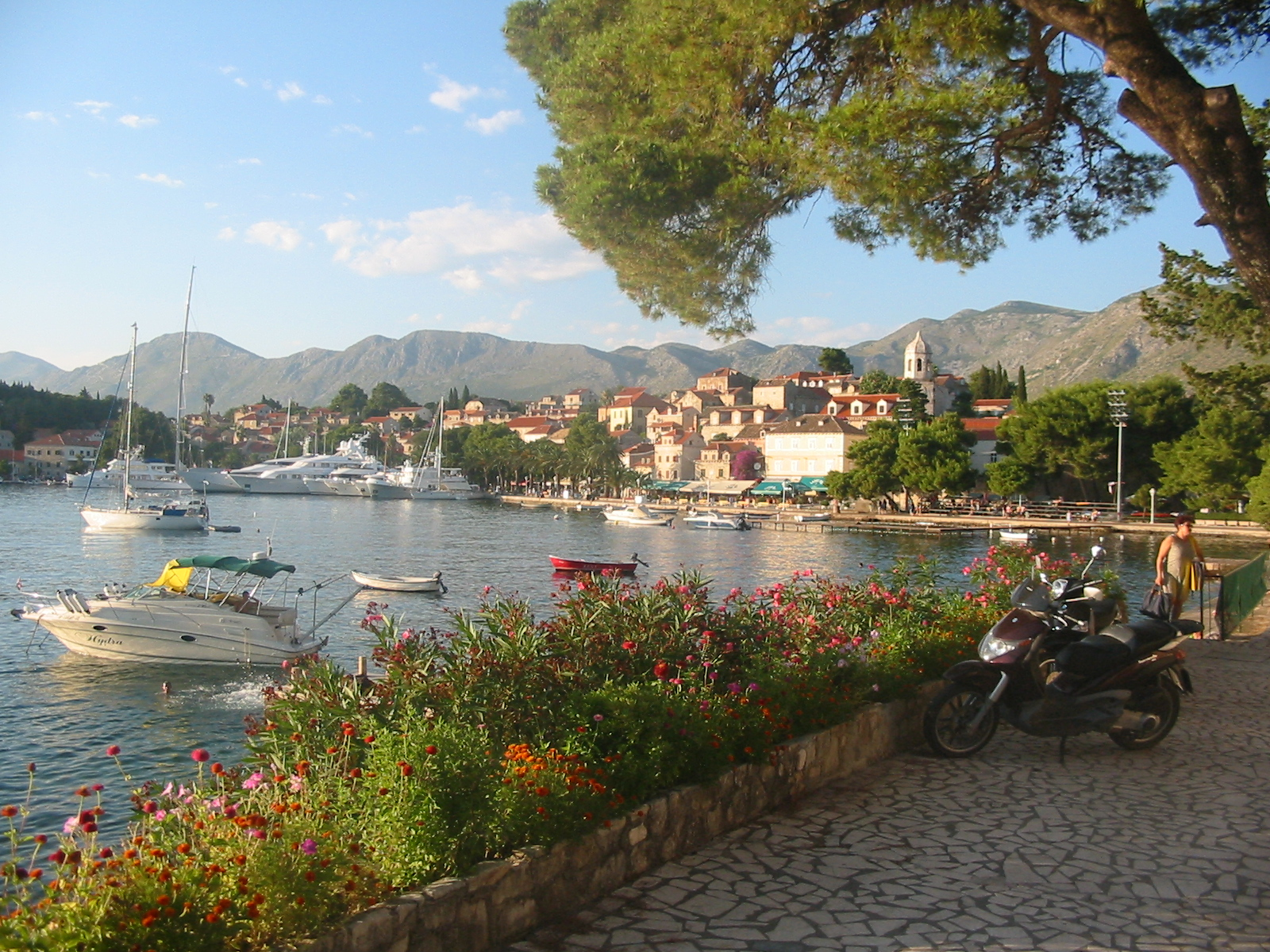
Cavtat látképe

- Vlaho Bukovac háza. Vlaho Bukovac cavtati szülőházát 1969-ben nyilvánították magas fokú kulturális értékkel rendelkező építménnyé. A ház jellegzetes vonásait nem csupán az építészeti formái, a kertje vagy éppen a földrajzi elhelyezkedése adja, hanem leginkább a nagyszerű festő, Vlaho Bukovac neve, művészeti öröksége és a Bukovac család által hátrahagyott örökség. Ez a ház elhelyezkedéséből és a térelosztásból adódóan egy tipikus kőház, amely sok cavtati házzal egyetemben a 18. század végéről, a 19. század elejéről származik. A ház belső része őrzi leginkább eredeti formáját, azonban a belső tér egy része és a bútorok a 20. század elejéről származnak. A ház igazi különlegességét a belső falakon látható falfestmények, és a lépcsőház üvegajtajai alkotják, amelyeket maga Bukovac készített.

- Havas Boldogasszony templom.[4] Ehhez a 15. századból származó egyhajós templomhoz később egy ferences rendi kolostort és annak késő gótikus kerengőjét építették hozzá. A kolostor étkezőjében láthatóak a peljesaci festő, a ferences rendi Celestin Medović híres festményei. A templomban Bukovac festménye, a 10 méter hosszú és 3 méter széles, a cavtati kikötőt ábrázoló alkotás dominál.

- A Rat-félszigeten fekvő temetőben áll a Račić család mauzóleuma, az egyik legnevesebb horvát szobrászművész Ivan Meštrović alkotása.[5] Helyén eredetileg egy Szent Rókus kápolna állt, de 1921-ben Marija Račić megbízást adott a családi mauzóleum építésére. A mauzóleumot fehér braći kőből építették és a bronzból készített kapun kívül nem is tartalmaz más építőanyagot. Szimbolikája az emberi élet három alap korszakát, a születést, az életet és a halált ábrázolja. A padlót a négy evangélista által leírt bibliai jelenetek, a boltozatot a négy főangyal alakja díszíti. Mivel a Raguzai Köztársaság idejében Cavtat a tengerészek és hajóskapitányok települése volt nem csoda, hogy a temetőben is számos síremlékük található.

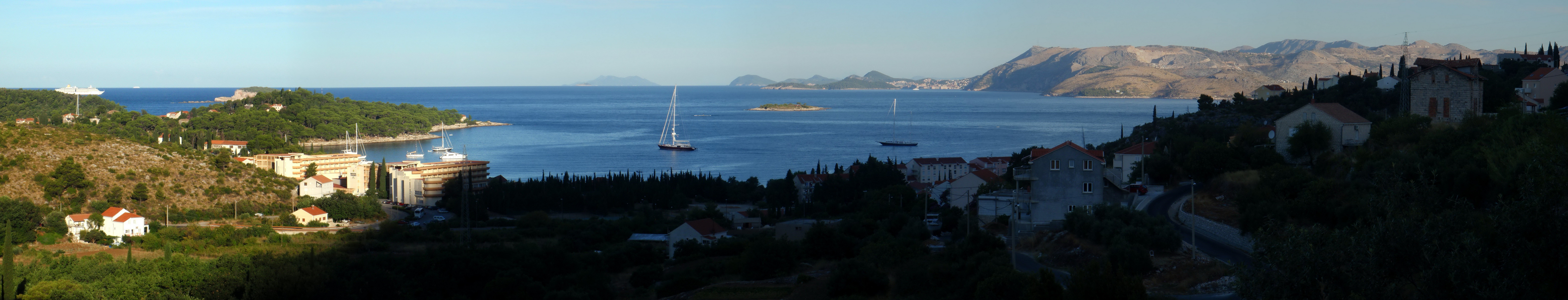
Cavtat panoráma

- A part mellett áll a 16. századi kormányzói palota,[6] ma galéria és Baltazar Bogišić 19. századi író és jogász gyűjteménye található benne. Bogišić Cavtaton született 1834-ben. Igazi kozmopolita volt, aki 1875-től Párizsban élt és 1908-ban Fiumében hunyt el. Egész életében gyűjtötte a könyveket művészeti alkotásokat. Gyűjteménye 35 ezer darabból áll. Különösen értékes a grafikai és numizmatikai gyűjtemény. Könyvtárában is számos ritkaság található, mely az ország egyik legértékesebb könyvgyűjteménye.

- A város területén fennmaradtak a római kor emlékei is, melyek közül kiemelkedik az ókori színház, a városfalak, az akvadukt, a nimfeum és egy nagyobb városi épület maradványai.

- A városban számos gazdag család egykori palotája található. Az egyik legszebb közülük a vila Banac, ahol ma a községháza működik.

- A város védőfalai a Rat-félszigeten, mintegy 270 m hosszúságban húzódtak az északi Tiho-öböltől egészen a félsziget déli öbléig. A falak mentén árok húzódott, melyen fahíd vezetett át, a falakat pedig négy torony erősítette. A falakat a 19. század végén és a 20. század elején lebontották, de a mai napig megmaradt a fal északi részének egy része, egy toronnyal, amelyet 2000/01-ben helyreállítottak.[7]

- A Rat-félsziget délnyugati részének teraszain ősi épületek maradványai találhatók. A falak helyenként 2 m magasságig fennmaradtak, szabályos, habarccsal kötött kőtömbökből építették őket. A feltárásokon padló, burkolat, márvány falburkolat, freskók, stukkó, kőprofilozás, oszlopfők maradványai és számos lelet került elő. A leletek minősége és típusa azt jelzi, hogy ez a gazdag épületkomplexum közvetlen kapcsolatban áll az ősi Epidaurummal.[8]

- A Sustjepan-félsziget délkeleti részén amely a déli oldalról zárja le Cavtat kikötőjét régészeti lelőhely található egy ókori épületegyüttes maradványaival, melyek Epidaurus ősi városához tartoztak. A régészeti kutatás feltárta az épületkomplexum egy részét, valószínűleg egy 1. századi római villát. Az alapok, melyek  25 m hosszúak, és 15 m szélesek, három teraszon helyezkednek el és északkelet-délnyugati tájolásúak. Az épületszerkezetet négy hosszúkás falsor alkotja, amelyek a számos későbbi átalakítás ellenére is megmaradtak elválasztófalként. A komplexum belsejében feltárták a termálfürdők és ciszternák maradványait. A kerámiatöredékek egy bor és olaj előállítására szolgáló présüzem létezését igazolják. Az alatta levő tengerparton pedig megtalálhatók az egykori a móló maradványai. A komplexum alsó övezetében 13 késő ókori sírt találtak. A leletek között arany fülbevalók, valamint Jusztinianusz és Jusztin császárok 6. századi pénzérméi is találhatók, amelyek a város és a kikötő bizánci időszakban való létezéséről tanúskodnak. A Sustjepan helynév arra enged következtetni, hogy az ókeresztény időszakban ezen a területen Szent István vértanú tiszteletére szentelt templom állt. Talán egy félkör alakú apszissal rendelkező római fürdő maradványai lettek szakrális célokra átalakítva.[9]

- Cavtat és Molunat között, a parttól körülbelül 3,4 tengeri mérföldre délre, 104–124 m mélységben fekszik az olasz királyi haditengerészet flottájának egyik legfontosabb hajója a "Giuseppe Garibaldi" páncélos cirkáló, melyet az első világháború idején, 1915-ben pusztítottak el az osztrák-magyar haditengerészet hajói. A hajó súlyos károsodása miatt az alig néhány perc alatt bekövetkezett elsüllyedés során 53 ember halt meg, míg 525 tengerészt kimentettek.[10]

- Cavtattól északra, Donji Obod területén többször is római épület maradványait tárták fel, amelyek a jelenlegi kutatási eredmények szerint egy római villa maradványaként határozhatók meg. A rezidencia típusú villa az 1. és 2. századból származik. A leletek közül kiemelkednek a padlófűtési rendszer és a padló monokróm mozaikjai.[11]

## Gazdaság
Cavtat gazdasága teljes mértékben a turizmuson és a vendéglátáson alapszik. A városban ma öt nagyobb szálloda működik, melyek közül a legismertebb az öt csillagos Croatia. Emellett számos étterem, kávézó, bár, ajándékbolt található itt. Kikötőjében Kisebb és nagyobb jachtok, kirándulóhajók köthetnek ki. A lakosság kisebb része halászattal foglalkozik.

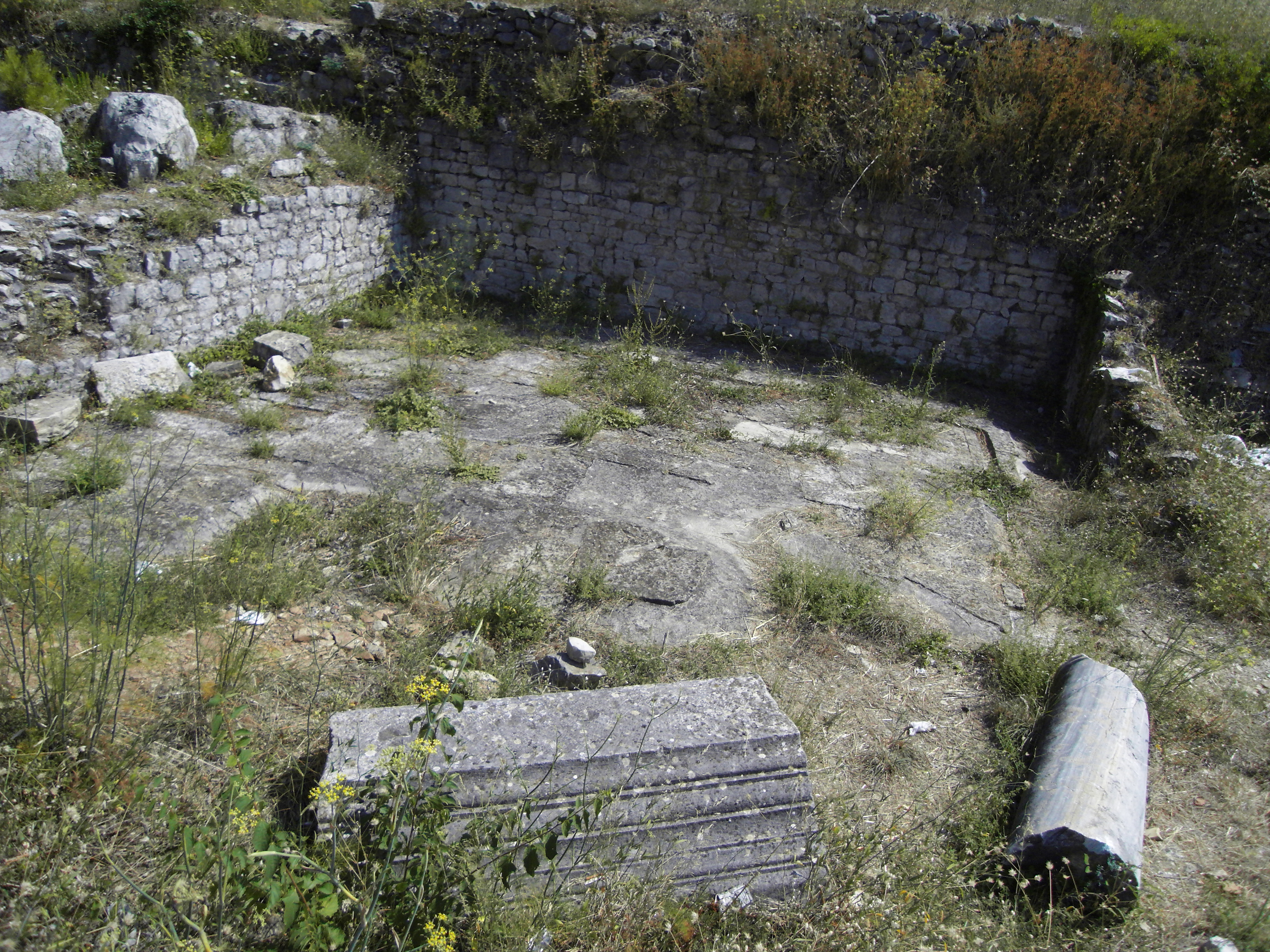
Cavtat, romkert

## Kultúra
A település kulturális és művészeti egyesületei:
- KUD "Vlaho Bukovac" Cavtat
- "Muzeji i galerije Konavala" kulturális intézet
- "Oštro" énekkar
- "Ragusa Vecchia" énekkar
- „Konavala” Ifjúsági Egyesület
- Cavtati Ifjúsági Egyesület
- "Dominali" Cavtat Karneváli Egyesület
- Konavle község nyugdíjas egyesülete
- Cavtati fúvószenekar
- Szent Ferenc Irgalmasság Lányai Egyesület
- Mária-ház Cavtat a község rászorulóinak szolgálatára

Fesztiválok:
Epidaurus Festival – nemzetközi zenei és művészeti fesztivál

## Oktatás
Cavtaton alapiskola működik, melynek területi iskolái működnek Čilipi, Močići, Gabrile, Komaji és Stravča településeken. A középiskolások Dubrovnikra járnak iskolába.

## Sport
A település sportegyesületei:

Labdarúgás:

- NŠ Cavtat

Vízilabda 

- VK Cavtat

Dzsúdó 

- JK Konavle Cavtat

Horgászat 

- ŠRD "Bobara" Cavtat

Vitorlázás 

- Jedriličarski klub Cavtat

## Galéria

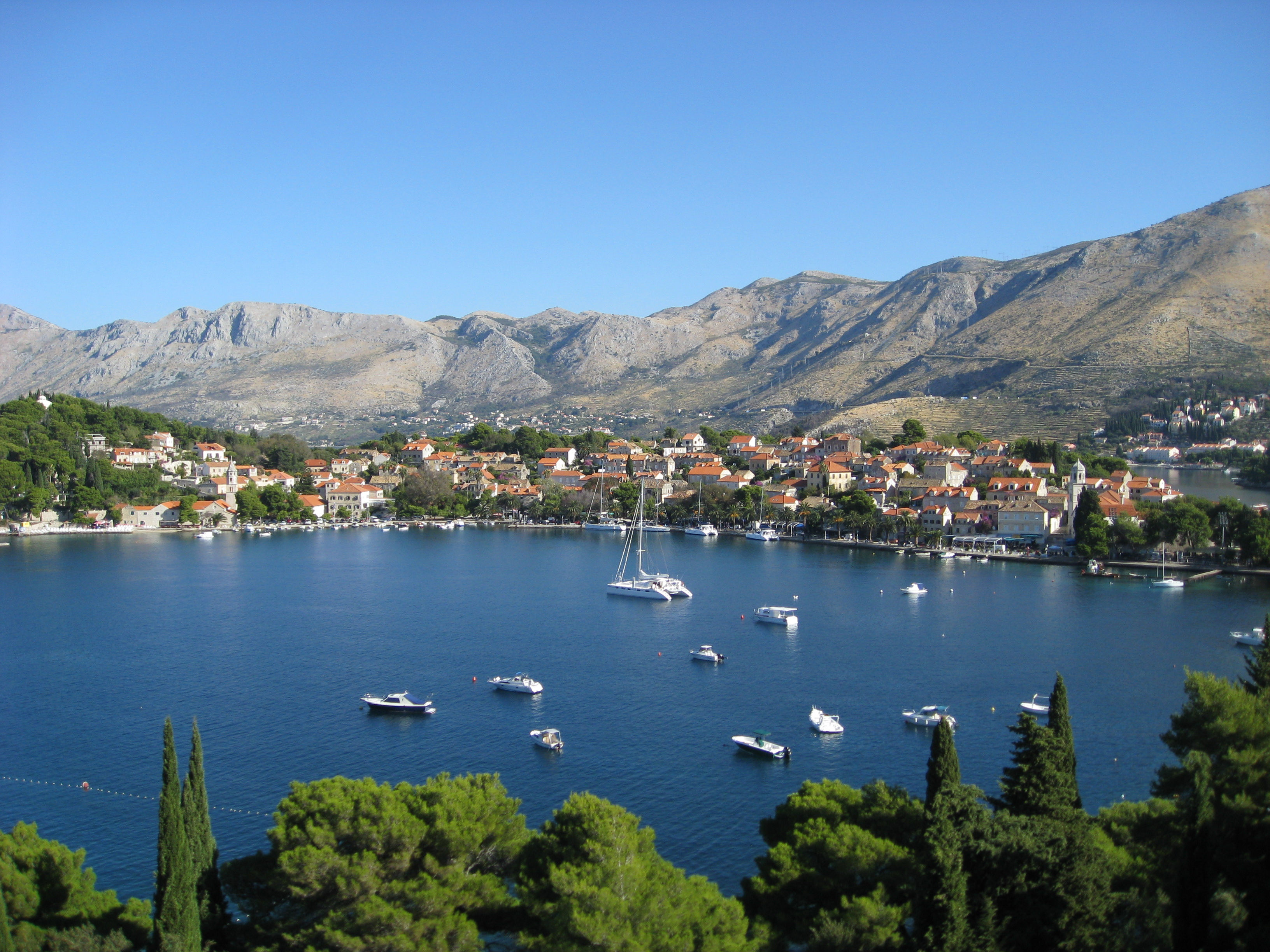
Cavtat látképe
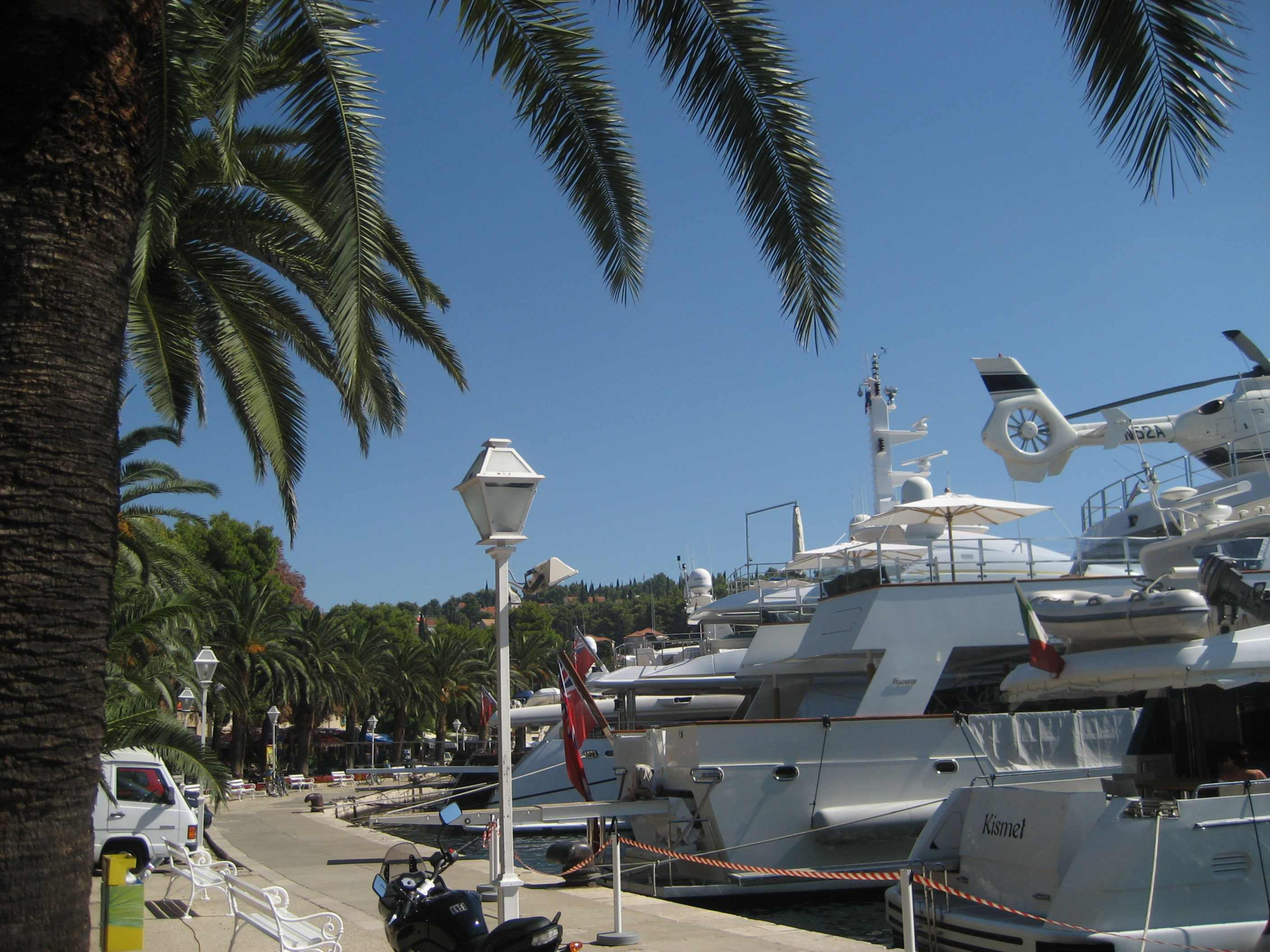
Jachtkikötő
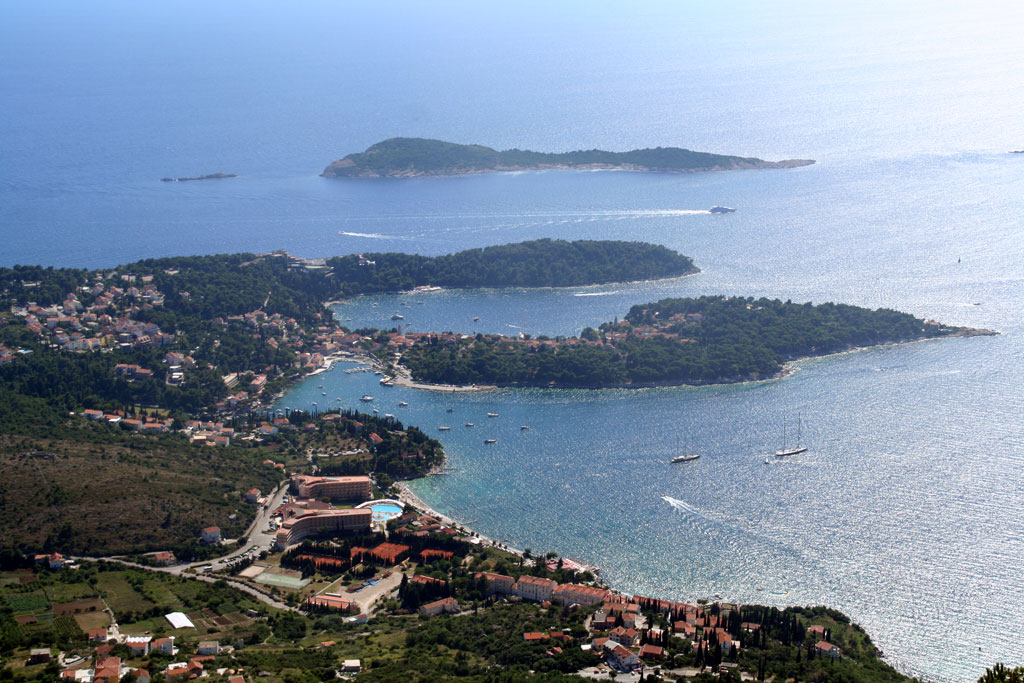
Cavtat és környéke
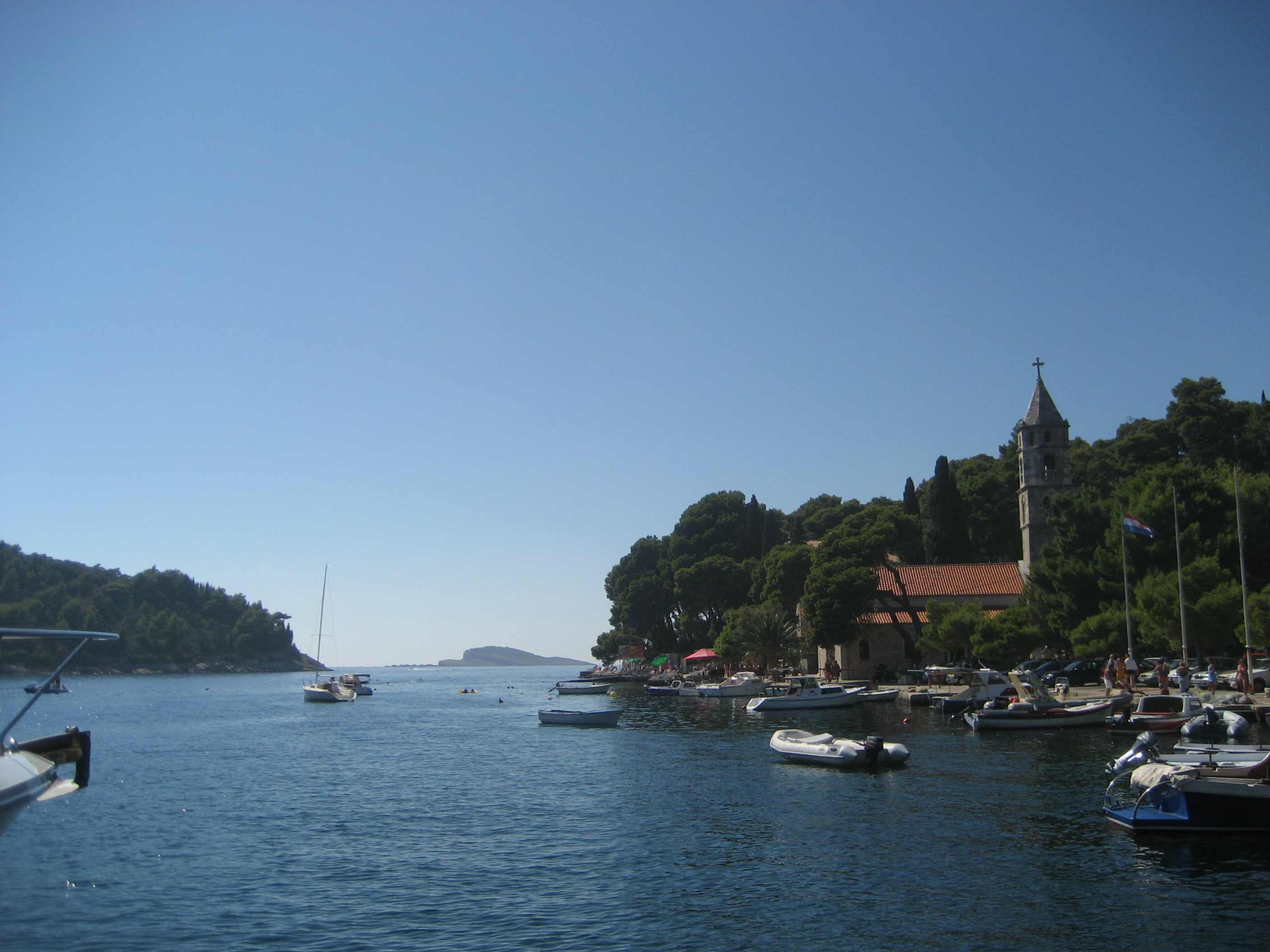
Cavtat
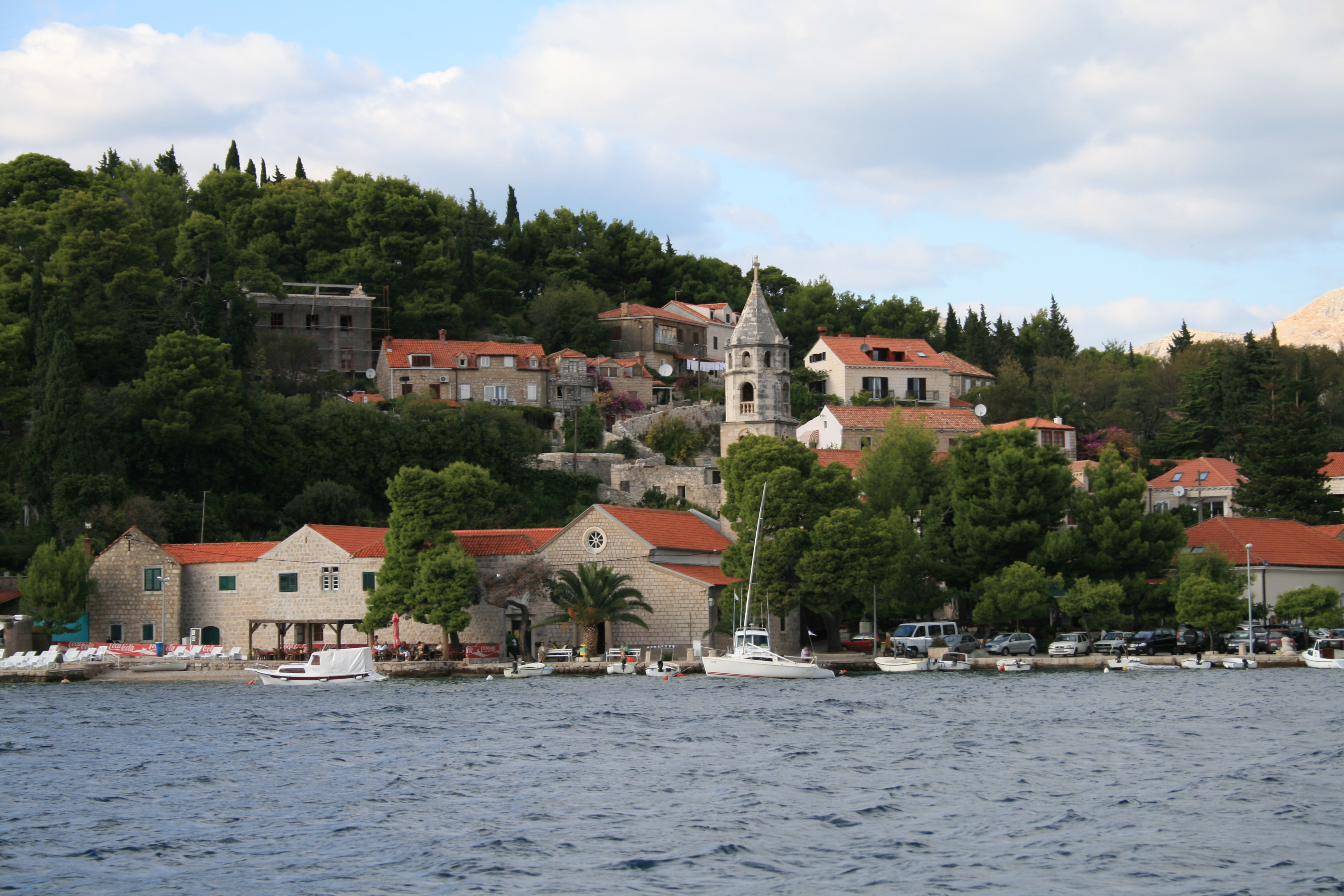
Látkép a tenger felől
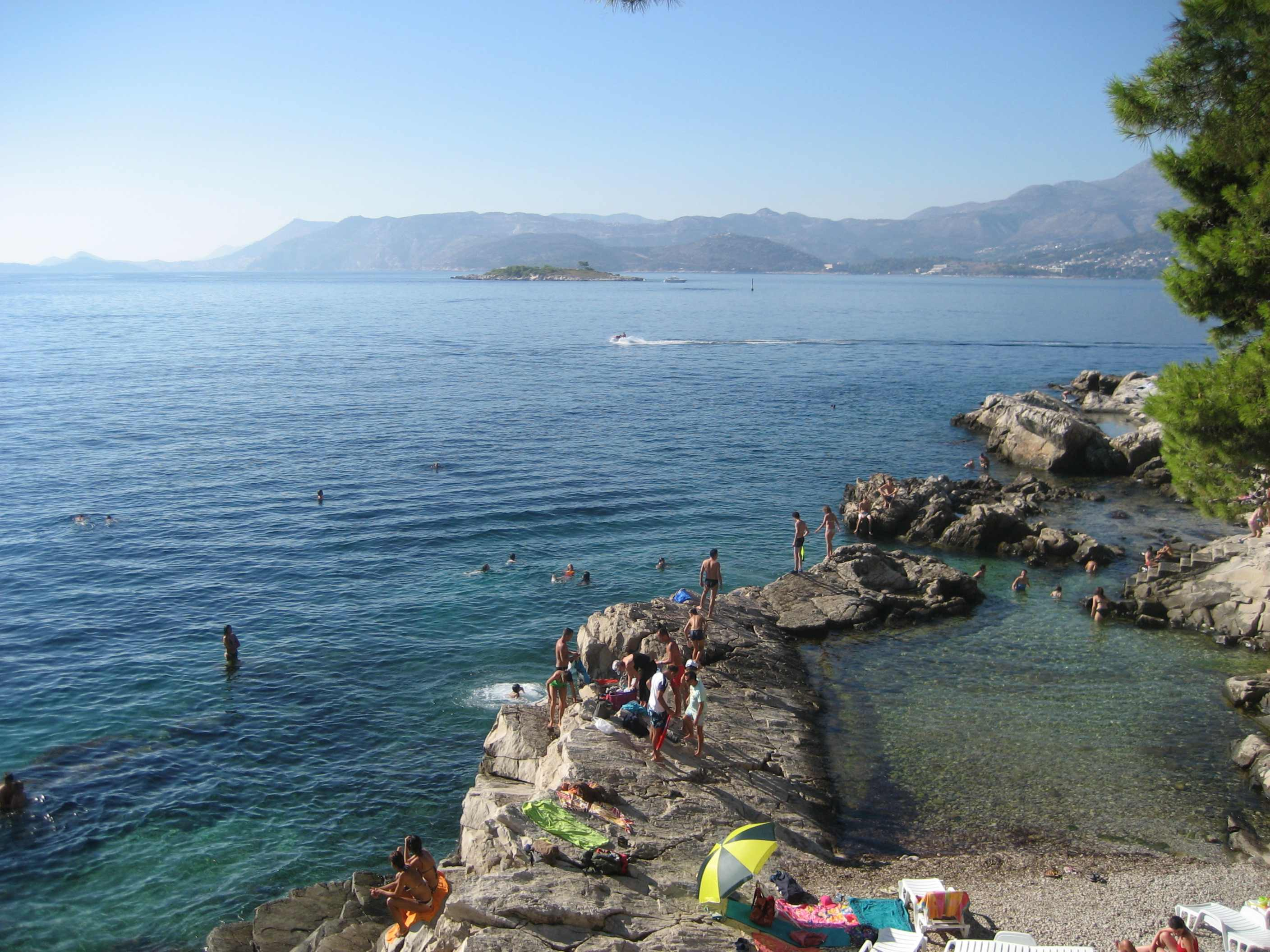
Cavtat, tengerpart
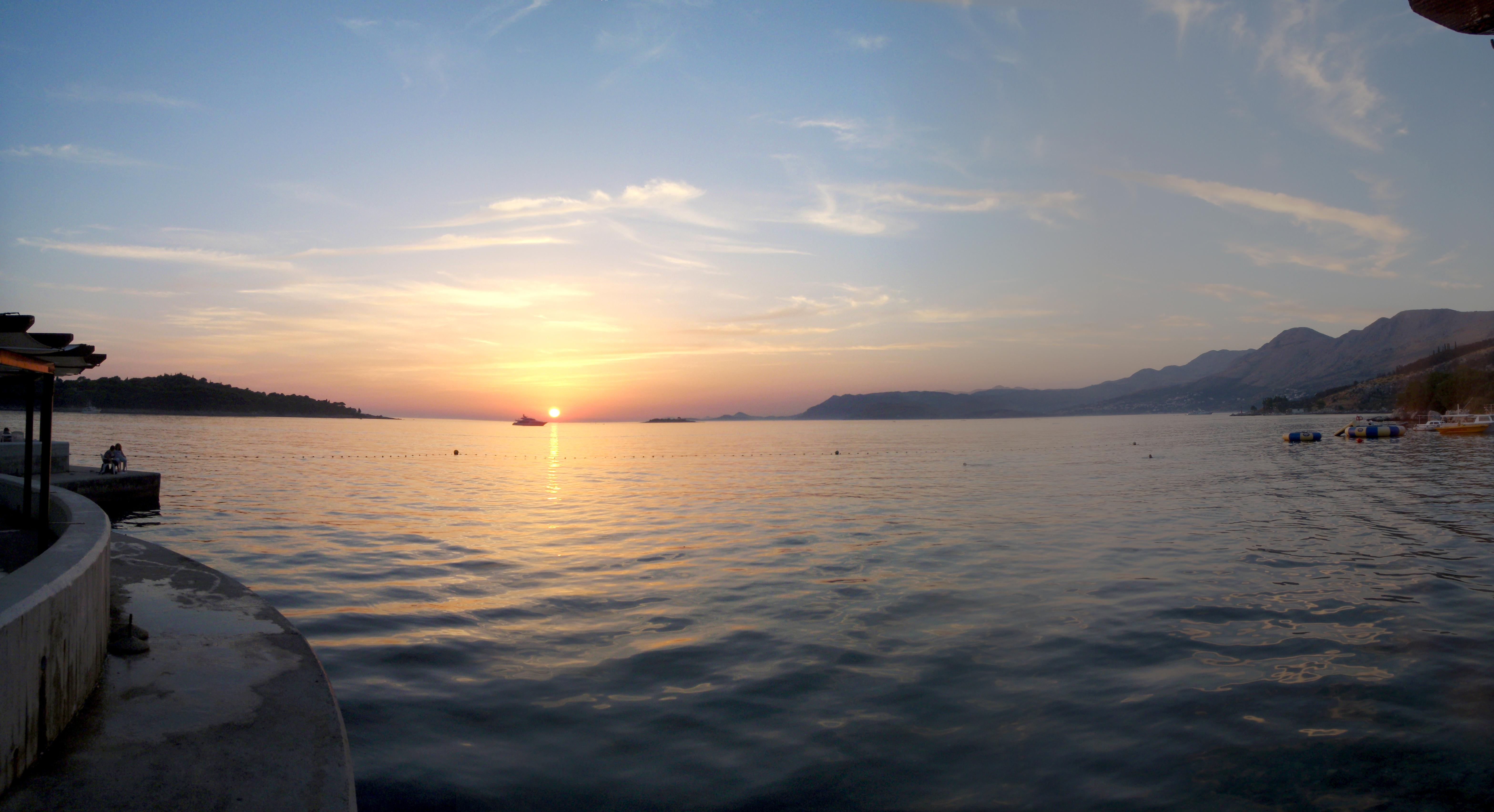
Cavtat, strand panoráma
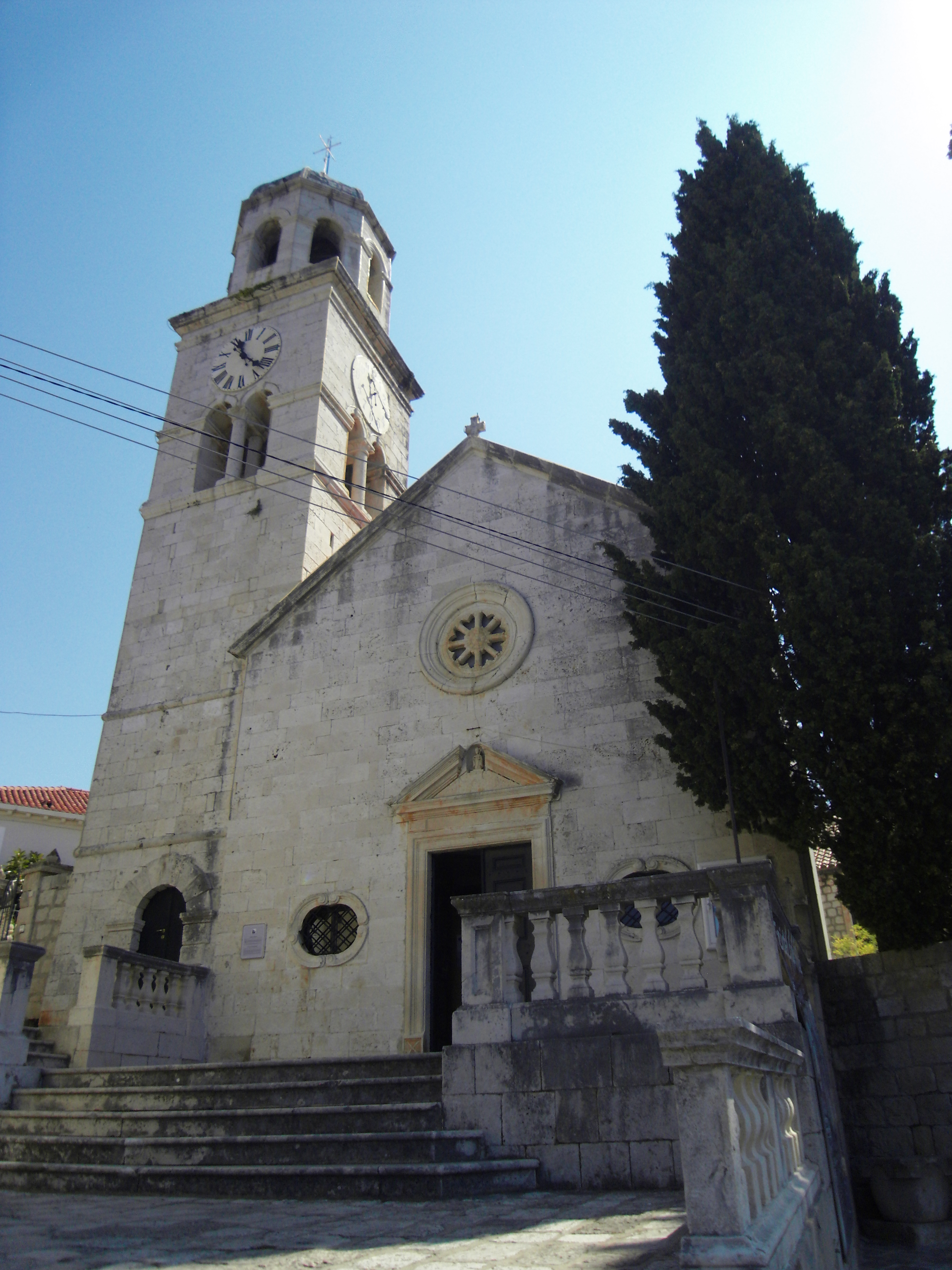
Szent Miklós templom
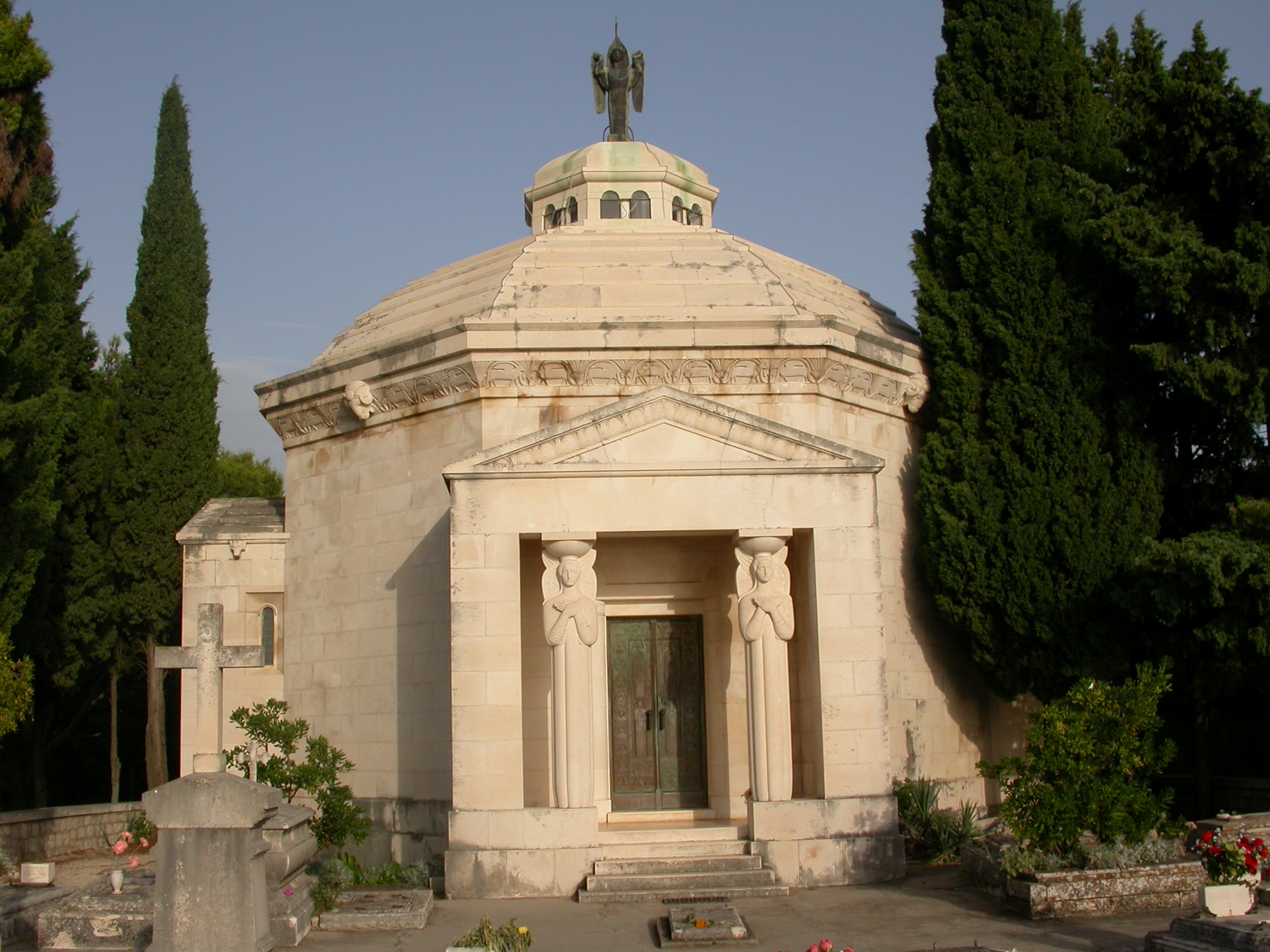
Račić-mauzóleum
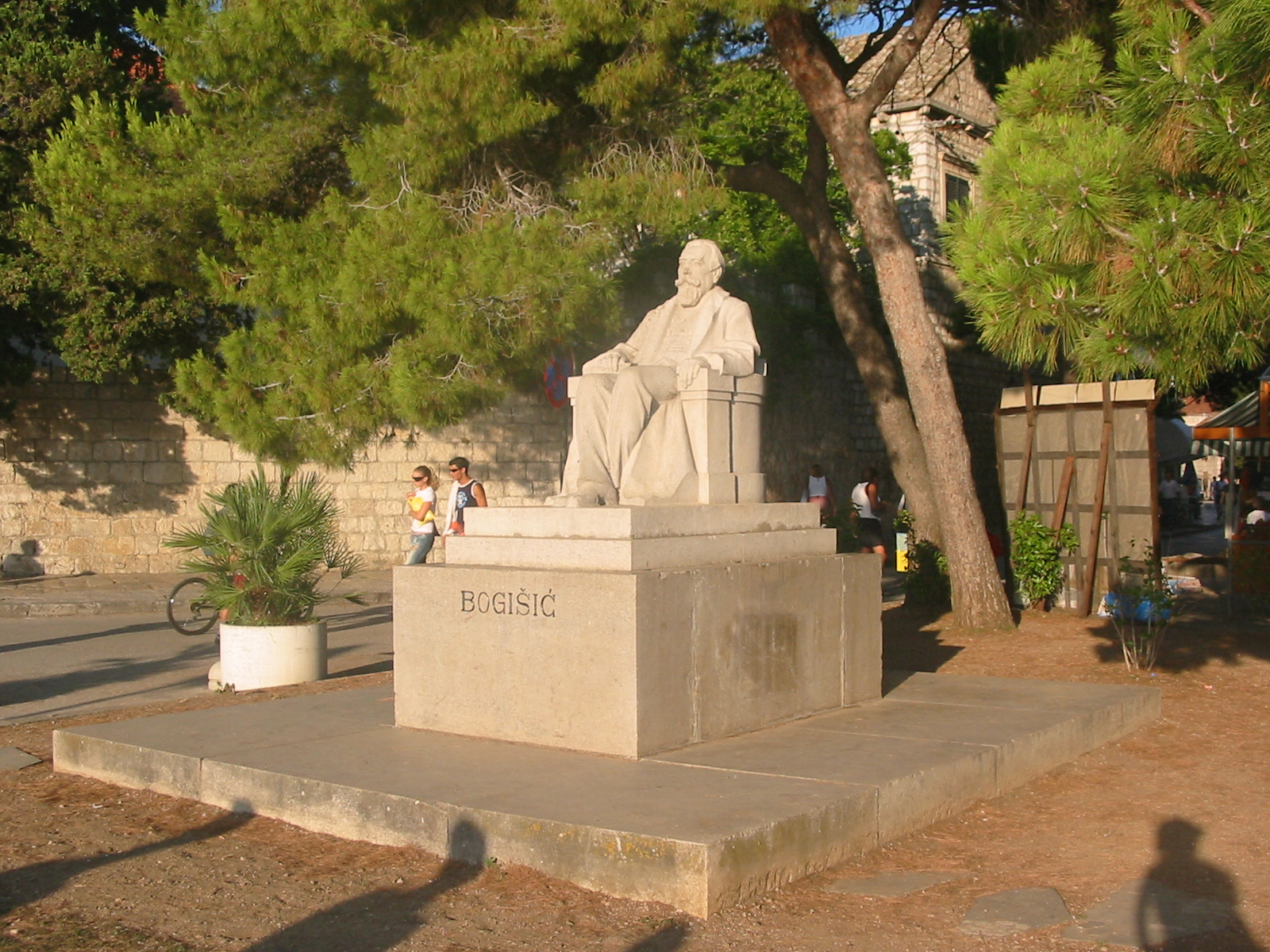
Baltazar Bogišić szobra